# Louise Danner

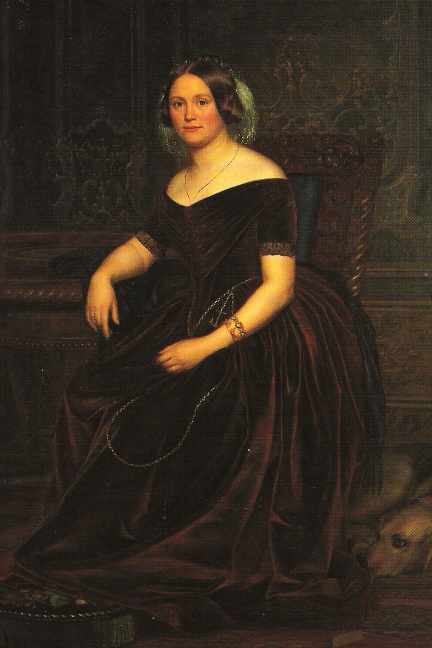
Louise Gräfin Danner

Gräfin Louise Christine Danner, geborene Louise Christine Rasmussen, seit 1850 Lehnsgräfin von Danner (* 21. April 1815 in Kopenhagen; † 6. März 1874 in Genua) war die morganatische Ehefrau von König Friedrich VII. von Dänemark.

## Leben
Louise war die uneheliche Tochter von Juliane Caroline Rasmussen und dem Kaufmann Gotthilf L. Köppen. Sie erhielt eine sorgfältige Erziehung, wurde zur Gouvernante ausgebildet und bekleidete diese Stelle in mehreren Familien. Später wurde sie Mitglied im Ballett des Königlichen Theaters Kopenhagen. Sie gewann die Zuneigung des Verlegers, späteren Kammerherrn und königlichen Privatsekretärs Carl Berling, von dem sie ein Kind bekam und eröffnete mit dessen Hilfe ein Damenhutgeschäft.
Louise Rasmussens unehelicher Sohn, Frederik Carl Christian Louis Berling, geboren 1841, später bekannt als Christian Charles Jacobsen nach der Pflegemutter Ane Jacobsen, war Bauer und wurde Grundbesitzer in Weybread Hall in Suffolk, England. Er starb im Alter von 67 Jahren bei einem Autounfall 1908.
Der Kronprinz von Dänemark und spätere König Friedrich VII. knüpfte ein Liebesverhältnis mit Louise an, das am 7. August 1850 mit der Schließung einer morganatischen Ehe legalisiert wurde. Der Traugottesdienst wurde von dem Kopenhagener Bischof Jacob Peter Mynster abgehalten. Louise Christine wurde zur Gräfin Danner erhoben und übte in den damaligen Parteikämpfen einen nicht unbedeutenden Einfluss aus. Das Paar residierte auf Schloss Jægerspris auf Seeland. Nach Friedrichs Tod 1863 zog sie sich finanziell abgesichert, aber von der dänischen Öffentlichkeit nach wie vor ungeliebt nach Cannes in Frankreich zurück. Aus ihrem Vermögen errichtete sie testamentarisch eine soziale Stiftung zu Gunsten von Waisenkindern und verarmten Frauen der Arbeiterschicht (Kong Frederik den Syvendes Stiftelse).